# Хавиер Еро
Хавиер Ерауд Перес (на английски: Javier Heraud Perez), известен като Хавиер Еро, е перуански поет и революционер.

## Биография и творчество
Хавиер Еро е роден на 19 януари 1942 г. в Лима, Перу. Завършва гимназия в Британския колеж Маркъм. Учи в литературния факултет на Католическия университет в Лима. Същата година става и преподавател по англейски език.
През 1960 г. издава първата си стихосбирка „El río“ (Реката). Втората му стихосбирка „El viaje“ (Пътуването) от 1961 г. печели с поета Сезар Калво наградата „Млад поет на Перу“ в първото ѝ издание.
Творчеството му спада към движението на Генерация 60, което е силно политизирано от реформистки и революционни идеи в светлината на кубинската революция.
През 1961 г. постъпва в редиците на социално-прогресивното движение на социалдемократическата тенденция. Участва в демонстрацията срещу посещението на вицепрезидента Никсън в Перу. Под натиска на баща си се записва в Националния университет на Сан Маркос, за да учи право.
Същата година по покана на Международния младежки форум посещава Москва. Пътува до Китай, Париж и Мадрид. Получава стипендия да следва кинематография и заминава за Куба, заедно с други комунисти от Чили, където се среща с Фидел Кастро.
В 1962 г. заедно с Ектор Бехар води преговори с Че Гевара за съвместни партизански действия и организиране на помощ за Уго Бланко Галдос срещу организаторите на военния преврат и през следващата година се връща в Перу.
Хавиер Еро загива на 15 май 1963 г. Пуерто Малдонадо в престрелка с полицията при опит да проникне в страната с отряд на Армията за национално освобождение на Перу.

## Произведения
- El río (1960)
- El viaje (1961)
- Estación reunida (1961)
- Poesías completas y homenaje (1964)

Публикувани стихотворения в „Латиноамериканската поезия“, изд. „Захарий Стоянов“ (1998), прев. Никола Инджов